# Compensation optique
La compensation optique est une technique qui permet de rendre fixe, donc perceptible à l'œil, une image projetée à l'aide d'un système optique alors que la source de cette image est en déplacement continu par rotation ou défilement. D'abord utilisée par des jouets optiques, elle est ensuite appliquée à des caméras argentiques, des appareils de projection ou bien encore des tables de montage argentiques.

## Origine
C'est vraisemblablement l'opticien Jules Duboscq qui le premier applique ce principe à son Phénakistiscope à projection. La fixité des images est alors obtenue par un ensemble d'objectifs mobiles qui suit la rotation du disque portant les dessins.

## Chez Émile Reynaud
La compensation optique par le prisme de miroirs en rotation est la particularité majeure de l'ensemble des appareils d'Émile Reynaud, dès son Praxinoscope en 1877. Les images dessinées sur les bandes défilent de façon continue lors de la mise en rotation du tambour mais leur reflet, lui, est rendu (à très peu près) fixe par les propriétés de réflexion des miroirs et permet ainsi au spectateur de percevoir les uns après les autres les dessins qui reconstituent un mouvement cyclique. Nous venons d'écrire "à très peu près" car, lors du fonctionnement du praxinoscope, si l'image réfléchie reste bien au centre de la cage de miroirs (ou "de glaces", comme la nomme Reynaud), elle est sujette à un papillonnement alternatif continu ; dans son brevet de 1877, Reynaud écrit en effet à ce sujet : "L’œil n’aura d’autre impression défavorable que celle d’un faible déplacement angulaire intermittent, autour de l’axe central, de l’image unique [...], déplacement dont l’angle correspondra au nombre de côtés du polygone, et sera d’autant plus faible que le nombre des côtés sera plus grand."

Sur la captation vidéo ci-dessus, on peut de fait observer la vibration continue qui agite les bords de l'image (le museau et la queue du cheval). Ce défaut systémique est cependant d'autant moins visible que l'animation est faite de dessins de personnages en pied (ces personnages figurant au centre de l'image).

## Autres appareils
Après les premiers films du cinéma, réalisés en 1891 par William Kennedy Laurie Dickson, l'assistant de l'inventeur et industriel Thomas Edison, à l'aide du Kinétographe « (en grec, écriture du mouvement) : caméra de l’Américain Thomas Edison, brevetée le 24 août 1891, employant du film perforé 35 mm et un système d’avance intermittente de la pellicule par "roue à rochet". Entre 1891 et 1895, Edison réalise quelque soixante-dix films. », les milieux professionnels constatent que, malgré l'amélioration apportée au système d'avance intermittente par Les frères Lumière avec les griffes actionnées par came excentrique, la pellicule subit à ses dépens l'arrêt et le redémarrage violents du mécanisme d'entraînement à raison d'un cycle d'au moins une quinzaine de fois par seconde. Un système, basé sur la compensation optique, permettrait de réduire les sollicitations du mécanisme sur le fragile ruban en nitrate de cellulose, inventé par John Carbutt en 1887. Ainsi plusieurs inventeurs reprennent le procédé de la compensation optique, parmi lesquels Paul Mortier et Chéri-Rousseau, avec leur appareil dit Aléthorama. Les frères Lumière déposent un brevet en 1902, pour un appareil à mouvement continu de la pellicule grâce à un système de miroirs plans, non pas mis en rotation comme sur les appareils d'Émile Reynaud, mais mus alternativement. Ces systèmes ne détrônent cependant pas l'avance intermittente du film qui, après l'invention du cinéma sonore et de la bande son sur pellicule en 1927, normalise sa cadence de prise de vues et de projection à 24 images par seconde. 
Citons également les caméras de prises de vues ultrarapides, quand plusieurs milliers, voire dizaines de milliers d'images par seconde sont nécessaires à l'obtention d'un grand ralenti, comme la loupe à ralentir du Dr Lehmann ou bien encore le projecteur Mechau-Leitz, ou les caméras Pentazet.
Sur la plupart des tables de montage argentique, le défilement de la pellicule est continu, la compensation optique permet le visionnement sans être gêné par le bruit caractéristique de l'arrêt et du redémarrage intermittents de la pellicule, qui prévaut dans un appareil de projection argentique.